# راي أوكونور
راي أوكونور (بالإنجليزية: Ray O'Connor)‏ هو لاعب كرة قدم أسترالية وسياسي أسترالي، ولد في 6 مارس 1926 في برث في أستراليا، وتوفي بنفس المكان في 25 فبراير 2013. حزبياً، نشط في الحزب الليبرالي الأسترالي. وقد انتخب عضو الجمعية التشريعية لأستراليا الغربية وانتخب Premier of Western Australia ‏ (25 يناير 1982 – 25 فبراير 1983).